# Amanitaraqide
Amanitaraqide war ein nubischer König, der wohl im ersten nachchristlichen Jahrhundert regierte.
Er ist bisher nur von der Pyramide Beg N16 in Meroe bekannt. Sein Name ist dort in meroitischer Schrift auf dem Fragment einer Opfertafel belegt, auf der auch seine, anscheinend nichtköniglichen, Eltern (Vater: Pisker; Mutter: Menhedoke) genannt sind. In derselben Pyramide fand sich die Opfertafel des Aryesebokhe, wodurch die Zuordnung der Pyramide zu einem bestimmten Herrscher etwas unsicher ist.